# Ailill Ollamh
Nella storia tradizionale d'Irlanda Ailill Ollamh (o Oilill Olum ? - 234 d.C.), figlio di Mug Nuadat, fu re della parte meridionale d'Irlanda. Divise il regno tra i suoi figli Éogan, Cormac Cas e Cian.
Sadb, figlia di Conn Ceadcatha, detto Conn delle Cento battaglie, Re di tutta l'Irlanda, sposò in seconde nozze Oilill Olum, primo Re del Munster unito. Ebbero almeno tre figli: 
Éogan, il primo, fondò la dinastia degli Eóganachta, mentre il suo fratellastro, Lugaid mac Con, divenne re supremo d'Irlanda. 
Cormac Cas, il secondogenito, secondo una versione fu il capostipite dei Dál gCais. 
Cian, il terzo, fu il fondatore del Clan Cian a Ormond, e fu capostipite della dinastia reale O'Cearbhaill (anglicizzato in O'Carroll). Un discendente, otto generazioni dopo, fu Eile Righ Dhearg, detto Eile il Rosso, padre di Monach O'Carroll, primo ad usare questo cognome, a sua volta padre di Fionn, Re di Ely nel 1205. 